# ニューヨーク市消防局 第1救助隊
ニューヨーク市消防局第1救助隊（New York City Fire Department Rescue Company 1，略称：FDNY Rescue 1）は、ニューヨーク市消防局特殊作業部（Special Operations Command）に所属するレスキュー隊である。第1救助隊は、同局に5隊配備されている救助隊の1隊であり、マンハッタン区（北部を除く）を管轄している。1915年3月8日に地下事故を教訓として編成され、アメリカ初の専任救助隊となった。

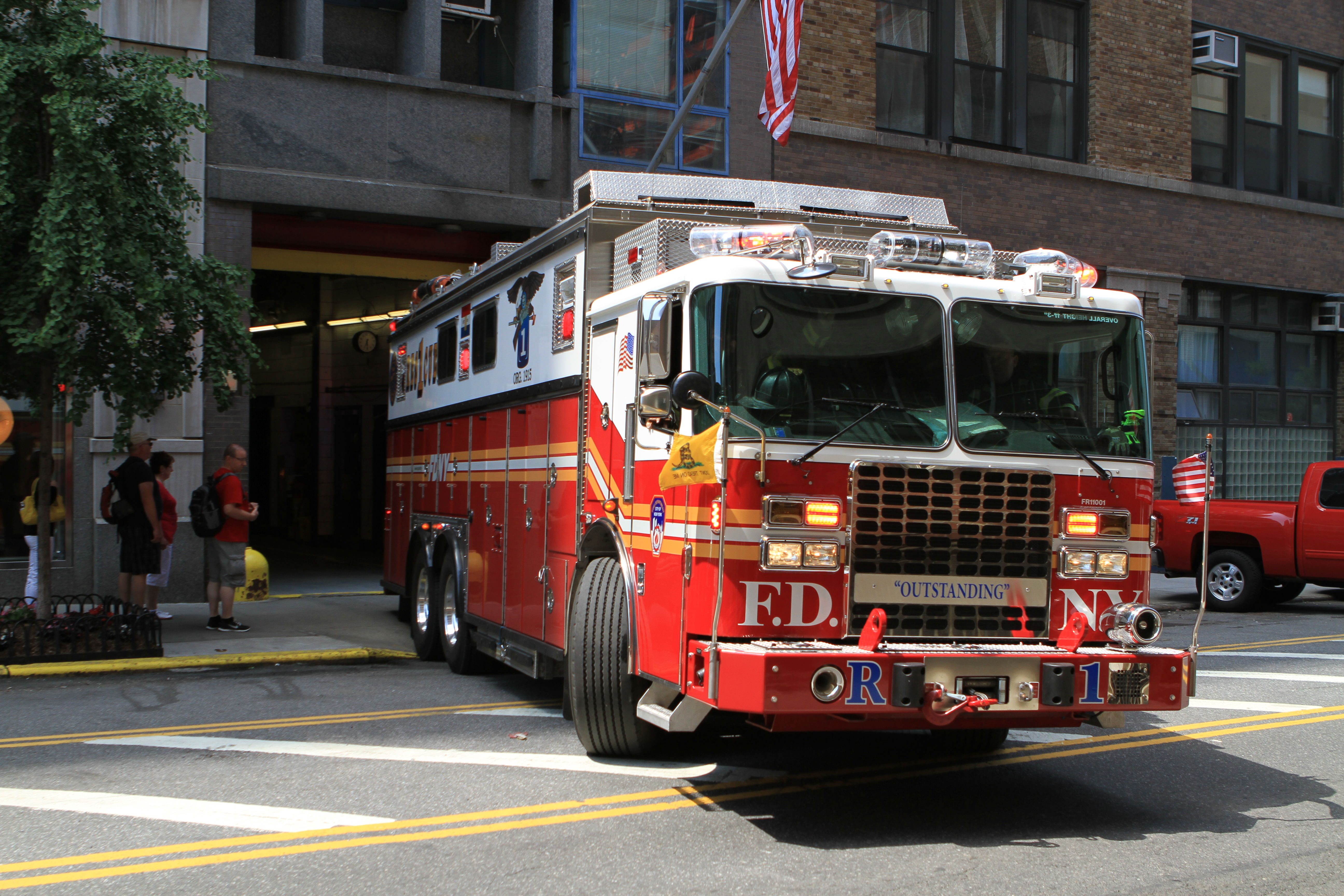
第1救助隊が運用する大型救助車（画像の車両は更新されている） Ferrara Ultra Heavy Rescue

## 概要
救助隊の隊員は経験豊富な消防士であり、同局特殊作業部から高度な救助活動に対応するための広範訓練を受けている。消防局の救助隊は、建物火災で逃げ遅れた民間人や活動中の事故や負傷等で行動不能となった消防隊員を救助するだけでなく、水難事故での潜水捜索やロープレスキューなどを含む救助事案での対応を行う。第1救助隊には、中隊長1人、小隊長3人及び25人から30人の消防士が配属されており、4交代制で勤務している。 

## 沿革
第1救助隊の施設は1985年の近隣倉庫からの火災延焼により焼失した。なお、火災時に第1救助隊は別の通報に出動中であった。

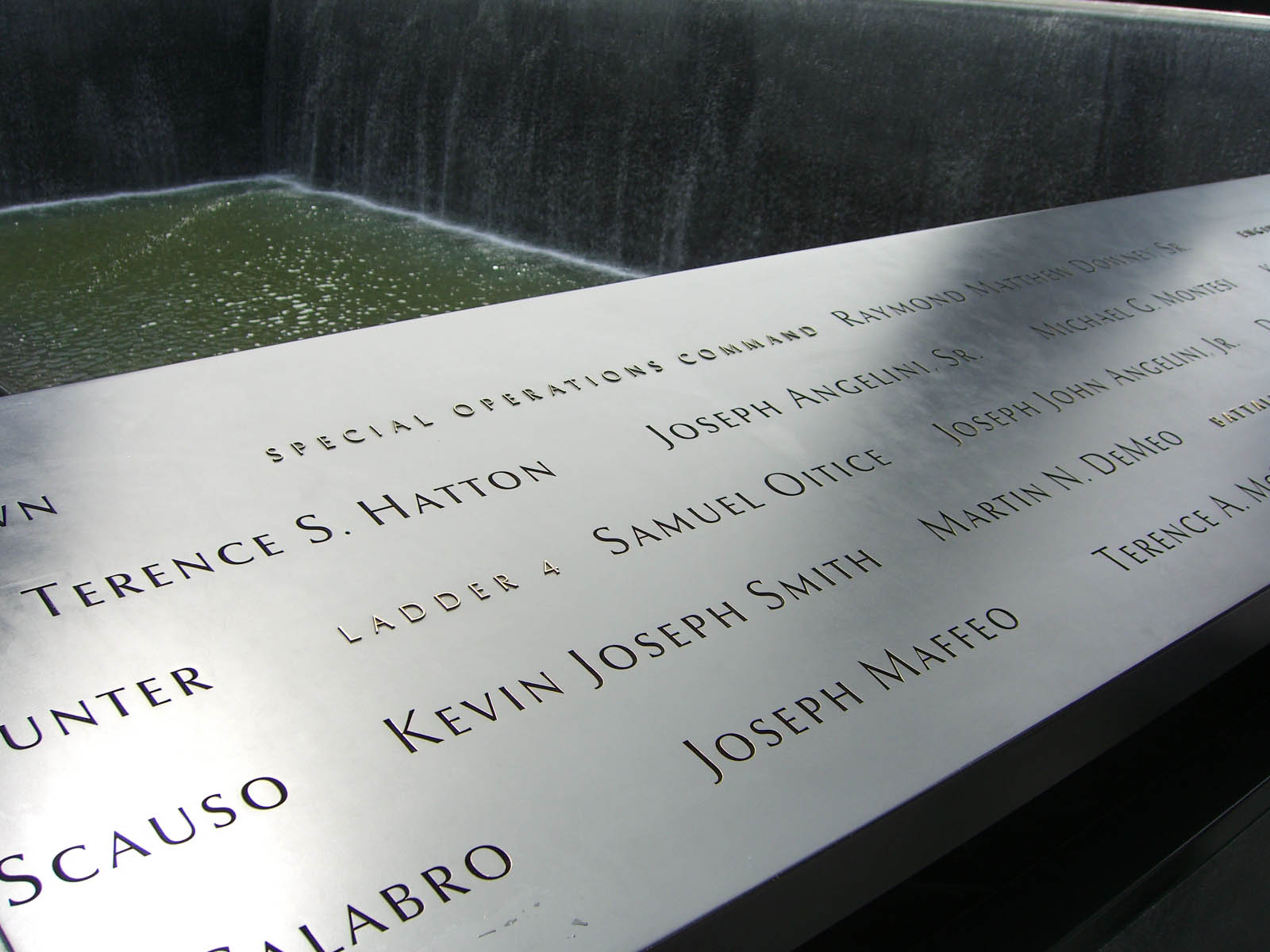
国立9月11日記念館・博物館の南プールのパネル S-9 にある 第1救助隊メンバーの名前

アメリカ同時多発テロの際、第1救助隊では約半数の隊員が殉職した。第1救助隊は貿易センタービル北棟に侵入し、検索救助活動を行っていた。出動が当番交代時間と重なったため、第1救助隊の大型救助車には通常よりも多い9人の隊員が乗り込んだ。殉職した隊員の1人であるテリーハットン中隊長が生前に仕様を設計した大型救助車は、2002年に貿易センタービル崩落により破壊された大型救助車の更新分として5隊全ての救助隊に配備された。テリーハットン中隊長が設計した仕様は、現在まで引き継がれている。また、2007年に第1救助隊に配備されたピアース社製大型救助車には、テリーハットン中隊長を称える「Outstanding」という感嘆符が印刷された。
第1救助隊は2015年3月8日に創設100周年を迎えた。